# ヨセフ・テルンストレーム
ヨセフ・テルンストレーム（Carl Josef Ternström、1888年12月4日- 1953年5月2日）は、スウェーデンの元陸上競技選手である。彼は、1912年に開催されたストックホルムオリンピックのクロスカントリー団体で金メダルを獲得した。

## 経歴
イェヴレボリ県イェヴレの出身。クロスカントリーに取り組み、ストックホルムオリンピックのスウェーデン代表に選出された。
ストックホルムオリンピックのクロスカントリー競技は、1912年7月5日に実施された。競技には6か国から41名の選手が出場した。
テルンストレームはクロスカントリー個人競技で47分7秒7の記録を出して、5位に入賞した。スウェーデン代表チームは個人競技でヒャルマル・アンデションが2位（45分44秒8）、ヨーン・エーケが3位（46分37秒6）に入り、テルンストレームを含めた上位3選手の得点が10点となって2位のフィンランド代表（11点）、3位のイギリス代表（49点）を抑えて団体競技で金メダル獲得を果たした。その後、1953年に死去している。